# مجزرة الطالبات برداع
 مجزرة الطالبات برداع هي عملية إرهابية نفذت في 16 ديسمبر 2014 في مدينة رداع باليمن. قُتِلَ 26 شخصاً في العملية، معظمهم كن طالباتٍ في الصفوف الأولية، ويشتبه في تنفيذها تنظيم القاعدة في جزيرة العرب إلا أنهم نفوا ذلك في بيان نشر على الإنترنت، وأتهموا الحوثيين بأرتكاب المجزرة.

## خلفية
خاضت جماعة أنصار الله معارك مع حزب التجمع اليمني للإصلاح وأنصار الشريعة وهي جماعة مرتبطة بتنظيم القاعدة في جزيرة العرب في أكثر من منطقة باليمن، بدأت المعارك عام 2012 في صعدة ووصلت إلى رداع في 15 أكتوبر 2014. سيطر أنصار الله على رداع في 24 أكتوبر وانسحب تنظيم القاعدة إلى منطقة يكلا بالقرب من مأرب في 26 أكتوبر، ولكنه يشن عمليات انتحارية من فترة لأخرى وتُنسب إليه عمليات تفجير سيارات مفخخة وزرع عبوات ناسفة، منها ما أصاب حافلة نقل كانت تقل طالبات في الصفوف الأولية في 16 ديسمبر 2014.

### العملية
كما يحدث غالباً في اليمن، لا تقوم الأجهزة الأمنية بنشر تقارير مفصلة عن الأحداث الإجرامية والإرهابية التي تستهدف البلاد، فالتفاصيل المتوفرة عن هذه العملية وغيرها شحيحة للغاية. في 16 ديسمبر 2014، انفجرت سيارتان مفخختان إحداهما استهدفت نقطة للجان الشعبية على المدخل الشرقي للمدينة والثانية كانت تستهدف منزل رئيس فرع حزب المؤتمر الشعبي العام بالمدينة. وفقا لصحيفة "المصدر"، فان التفجير استهدف حاجز تفتيش للحوثيين كان بجواره حافلة نقل للطلاب. قُتل 26 شخصاً بينهم 15 طالبة في الصفوف الأولية بالإضافة إلى سائق الحافلة ورجل سبعيني.

## ردود أفعال

### محليا
- الرئيس عبد ربه منصور هادي

- الحكومة

- أنصار الله

- حزب التجمع اليمني للإصلاح

### دوليا
- مجلس أمن الأمم المتحدة

- الولايات المتحدة

- الاتحاد الأوروبي

- جمال بنعمر